# Getting Gertie's Garter (film 1927)
Getting Gertie's Garter è un film del 1927, diretto da E. Mason Hopper, basato sul lavoro teatrale omonimo di Wilson Collison e Avery Hopwood del 1921.

## Trama
Non si capisce perché Gertie Darling vorrebbe sposare Algy Brooks; è tuttavia insieme a lui in facoltà di fidanzato che la giovane torna da Parigi in patria, negli Stati Uniti, a bordo di un transatlantico. A far loro compagnia ci sono i compaesani Barbara Felton col marito Jimmy, che non si astiene dal fare la corte a Gertie suscitando l'ira della moglie, e Barry Scott, noto playboy, che fa la corte a chiunque capiti.
Gertie è in possesso di un curioso gioiello: una giarrettiera laminata in oro, recante, in apposite incastonature, la propria fotografia e quella di colui che glie l'aveva regalata, Ken Walrick, col quale aveva avuto una storia d'amore, a Parigi, l'anno precedente; fotografia che diverse volte la ragazza contempla e bacia. Per Gertie è importante che Algy non veda il singolare accessorio, decisamente compromettente; si ripromette quindi, una volta approdata a New York, di raggiungere Ken e di renderglielo.
Ken è un amico di Barry (e dei coniugi Felton), e, in attesa del suo ritorno dall'Europa, è ospite nella sua lussuosa casa, gestita dal maggiordomo Jenkins, che è l'unico a sapere (a parte i due diretti interessati) del precedente rapporto fra Ken e Gertie, e del singolare dono. Egli è ora promesso sposo di Teddy Desmond, una ragazza di ampie vedute, che, in compagnia della zia, va a trovare molto spesso Ken. Anche per quest'ultimo, quindi, è importante che la fidanzata non sappia nulla della giarrettiera.
L'allegra combriccola si riunisce una sera per un party a casa di Barry, dove i tentativi di rendere/riottenere la giarrettiera si moltiplicano in una gran quantità – nell'ordine delle diverse decine – di equivoci, scambi di persona, malintesi, sussulti e simili, che minano le preconcette concezioni di quanti ne fanno parte: la giarrettiera passa di mano, gente sviene oppure si ritrova nascosta nel grande orologio a pendolo, pantaloni vengono tolti e rimessi, finché, nel finale, dentro al fienile annesso alla magione, gli abiti di Gertie vengono trovati ("senza lei dentro"), provocando sospetti e contrariando tutti.
Il risultato, dopo che la zia è in grado di mostrare ad ognuno la giarrettiera ritrovata, è che Algy e Teddy, ripudiando i propri contratti di matrimonio, inaspettatamente si mettono assieme, e così fanno – riconoscendo la validità del loro passato legame – Ken e Gertie.

## Produzione
Le riprese sono state effettuate in dicembre 1926 e gennaio 1927.
La pellicola conservata al Film & Television Archive dell'UCLA, in 16mm, consta di 7 bobine per una lunghezza totale di 6859 piedi (2091 metri).

## Distribuzione
Distribuito dalla Producers Distributing Corporation, il film è uscito nelle sale cinematografiche statunitensi il 7 febbraio 1927 all'Hippodrome Theatre di New York.
Un'edizione in DVD è uscita nel 2018 a cura della Alpha Video.

## Accoglienza
Su Moving Picture World del 19 febbraio 1927 si può leggere: "Per quanto riguarda la trama, il film potrebbe finire in un punto qualsiasi dopo la prima bobina, ma il materiale si presta ad una cascata di complicazioni, trattate con gusto, e che forse danno maggiori soddisfazioni allo spettatore medio piuttosto che le sofisticate farse dirette da registi d'importazione."

## Altro
La commedia di Collison e Hopwood che sta alla base del film è stata in seguito fatto oggetto di ulteriori adattamenti cinematografici: Night of the Garter, di Jack Raymond (1933) e Nozze agitate (Getting Gertie's Garter) diretto da Allan Dwan (1945).